# Констанс Маркјевич
Констанс Џорџина Маркјевич, позната као Грофица Маркјевич (Constance Markievicz; Лондон, 4. фебруар 1868 – Даблин, 15. јул 1927), била је ирска политичка активисткиња, револуционарка, ирски националиста, сифражеткиња и социјалиста. Била је прва жена изабрана у парламент Уједињеног Краљевства, када је изабрана за министра рада, чиме је постала прва жена министар у Ирској и друга у Европи.
Оснивач је више ирских националистичких организација и учесник Ускршњег устанка 1916. године, када су ирски републиканци покушали да се ослободе британске владавине и успоставе Републику Ирску. Због тога је осуђена на смрт, али јој је казна преиначена због њеног пола. Две године касније, 28. децембра 1918. постала је прва жена у Великој Британији која је изабрана у Дом комуна, иако није заузела своје место већ је, заједно са другим припадницима организације Шин Феин формирала први ирски парламент. Она је такође била једна од првих жена у свету на дужност министра рада, у периоду од 1919 до 1922.

## Детињство и младост
Констанс Маркјевич рођена је као Констанс Џорџина Гор-Бут (Constance Georgine Gore-Booth) у Лондону 1868. године, у енглеско-ирској породици. Била је најстарија ћерка авантуристе и истраживача арктика, сер Хенрија Гор-Бута и леди Џорџине Гор-Бут, рођене Хил. У време масовне глади у Ирској 1879-80 сер Хенри је обезбедио бесплатну храну за станаре на свом имању у округу Слајго на северо-западу Ирске. Очев пример је инспирисао Констанцу и њену млађу сестру Еву да се и оне укључе у искрену бригу о радницима и сиромашнима. Сестре су биле под утицајем уметничких и политичких идеја песника Вилијама Батлера Јејтса, који је био чест гост у њиховој кући и са којим су биле пријатељи од детињства. Њима је Јејтс посветио песму "In Memory of Eva Gore-Booth and Con Markiewicz", у којој је описао сестре као "две девојке у свиленим кимонима, обе лепе, једна газела" (газела се односила на Констанс). Ева се касније укључила у раднички покрет и покрет за женско право гласа у великој Британији. Констанс у почетку није делила идеале своје сестре.

## Брак и почеци политичког ангажовања
Констанс Гор-Бут је желела да студира сликарство, али је у то време само једна школа уметности у Даблину примала девојке. Зато је 1892. године уписала уметничку школу у Лондону. Управо у то време по први пут је постала политички активна, прикључивши се покрету бораца за женско право гласа. Касније се преселила у Париз и уписаа на престижну Академију Жулијан, где је упознала свог будућег мужа Казимира Маркјевича, уметника из богате пољске породице из Украјине.
Казимир Маркјевич је био познат у Паризу као "гроф Маркјевич". Када се Констансина породица заинтересовала за веродостојност ове титуле, добили су обавештење од стране руске тајне полиције да је он узео титулу "без права", и да у Пољској никада није био грофова Маркјевич. Међутим, у Одељењу за генеологију у Санкт-Петербургу тврдили су да је имао право да захтева да буде члан племства. У време када су се упознали Маркјевич је већ био ожењен, мада је живео одвојен од супруге. Године 1899. његова тадашња супруга је умрла. Казимир Маркјевич и Констанс Гор-Бут венчали су се у Лондону, 29. септембра 1900. године. После тога Констанс Џорџина Маркјевич постала је позната као "Грофица Маркјевич". У новембру 1901. Констанс је у родитељској кући родила ћерку Мејв. Дете су одгајали Констансини родитељи, па се девојчица отућила од мајке. Констанс је на себе преузела улогу мајке Казимировом сину из првог брака, Станисласу.
Породица Маркјевич преселила се у Даблин у 1903. године и укључила у уметничке и књижевне кругове, у којима је Констанс стекла репутацију сликарке пејзажисте. У 1905. године, заједно са уметницима међу којима је био и отац њеног старог пријатеља, песника Вилијама Батлера Јејтса, основала је Јединствени уметнички клуб (United Arts Club), чији је циљ био да окупи људе са уметничким и књижевним склоностима. Овој групи придружили су се и чланови лиге за промоцију ирског језика, коју је основао будући први председник Ирске, Даглас Хајд. Ова лига је, иако званично аполитична и усредсређена на очување ирског језика и културе, окупљала многе патриоте и будуће политичке лидере. У овом окружењу Констанс је упознала многе ирске револуционарне патриоте. Године 1907. породица Маркјевич је изнајмила сеоску викендицу недалеко од Даблина. Претходни станар, ирски песник Падрик Колум (Padraic Colum), оставио је за собом копије револуционарног часописа "Сељак и Шин Фејн", који је заговарао независност од британске владавине. Констанс је прочитала ове публикације и кренула у акцију.
Године 1908. Констанс се активно укључила у ирску националистичку политику. Приступила је Шин Фејну и револуционарном женском покрету Ћерке Ирске. Наступила је у неколико представа новоформираног позоришта Аби (Abbey Theatre), институцији која је играла важну улогу у уздизању културног национализма. Исте године одиграла је драматичну улогу у осмишљавању начина на који ће се учеснице кампање за женско право гласа супротставити избору Винстона Черчила у Парламент током ванредних избора у Манчестеру. Појавила се у изборној јединици возећи старински кочији у коју су била упрегнута четири бела коња, како би скренула пажњу на женско сифражеткиње. Њена сестра Ева се у међувремену преселила у Манчестер са својом партнерком, такође сифражеткињом. Обе су се придружиле Констанс у кампањи против Черчила. Черчил је изгубио изборе, што је делом био резултат и ове упорне борбе сифражеткиња.
Године 1909. Констанс Маркјевич и Балмер Хобсон оснивају [[Fianna_%C3%89ireann]|паравојну] националистичку скаутсу организацију Fianna Éireann, која је обучавала дечаке адолесценте у употреби ватреног оружја. На првом састанку организације, у Даблину, 16. августа 1909, Констанс је била скоро протерана, са образложењем да женама није место у покрету који се ослања на физичку силу, али ју је Хобсон подржао и она је изабран у одбор. Први пут је ухапшена 1911. године због говора на демонстрацијама које је организовало Ирско републиканско братскво (Irish Republican Brotherhood), а на којима је учествовало 30.000 људи. Демонстрације су одржане у знак протеста против посете краља Џорџа V Ирској. Током овог протеста Маркевич делили летке, учествовала у каменовању фотографија краља и краљице и покушју да се спали велика британски застава, скинута са зграде Ирског парламента.
Констанс Маркјевич такође се придружила социјалистичкој организацији Ирска грађанска војска (Irish Citizen Army), малој организацији добровољаца формираној како би се обезбедила помоћ за раднике који су учествовали у великом штрајку 1913. године. Констанс је регрутовала волонтере који су љуштили кромпир у подруму, док су она и остали радили на дистрибуцији хране. Исте године водила је бесплатну мензу, како би нахранила сиромашну школску децу.

## Ускршњи устанак
Године 1913. години Констансин муж Казимир Маркјевич отишао је назад се у Украјину и никада се више није вратио да живи у Ирској. Међутим, они су наставили да комуницирају, тако да је био поред Констанс када је умрла, 1927. године. Као чланица Ирске грађанске војске, Констанс је учествовала у Ускршњем устанку 1916. године. Она је дизајнирала униформу Ирске грађанске војске и компоновала њихову химну.
Првог дана Ускршњег устанка Констанс Маркјевич се, према једном извору, налазила у даблинском парку St Stephen's Green. Према том исказу, она је устрелила једног припадника даблинске градске полиције, који је касније од задобијених рана преминуо.
Према другим наводима она се, када је полицајац рањен, налазила у згради Градске скупштине, а тек касније је стигла у парк. Међутим, на Ускршњи понедељак Констанс је надгледала подизање барикада и усред борбе око парка ранила је једног снајперисту, припадника британске војске. Заклоњени улазном капијом, у парку су копани ровови. Међутим, након што су британци из митраљеза и пушака осули ватру са кровова високих зграда на северној страни парка, трупе Ирске грађанске војске повукле су се у Краљевски колеџ на западној страни парка.
Опсада парка трајала је шест дана, после чега су се устаници предали. Британски официр који је прихватио предају био је ожењен Констансином блиском рођаком.
Устаници су одведени у Даблински дворац, а Констанц Маркјевич у даблински затвор Килмеинем (Kilmainham Gaol). Била је једна од једна од 70 жена затвореница које су смештене у самицу. На суђењу пред војним судом, 4. маја 1916, Констанс се изјаснила да није крива што је "учествовала у оружаној побуни ... ради помагања непријатељу", али се изјаснила кривом за покушај "На свом суду, 4. маја 1916., Маркиевицз се изјаснила да није крива што је "учествовала у оружаној побуни ... ради помагања непријатељу", али се изјаснила кривом за покушај "изазивања незадовољства Њеним Величанством међу цивилним становништвом". Обратила се Суду речима: "Ја сам дошла да се борим за слободу Ирске и није важно шта ће се десити са мном. Ја сам урадила оно што сам сматрала исправним истојим иза тога". Осуђена је, али је суд препоручио помиловање "искључиво и само због њеног пола". Казна је преиначена у доживотни затвор. Кад је изречена, Констанс се обратила речима: "Заиста вам желим да имате довољно савести пуцате у мене".
Констанс је пребачена у затвор у Фибсбороу, у северном Даблину, а затим у у јулу 1916. у затвор Ејлсбери у Енглеској. Ослобођена је из затвора већ 1917, заједно са другим учесницима Ускршњег устанка, јер је влада у Лондону објавила општу амнестију за устанике. Било је то баш у време када је Констанс, по рођењу крштена у Ирској цркви, прешла у католицизам.

## Избори за Први представнички дом
Године 1918 поново је затворена због учешћа у протестима против мобилизације. Исте године, на општим изборима за Дом комуна Констанс Маркјевич је изабрана за посланицу у округу Свети Патрик у Даблину, победивши противничког кандидата са 66% гласова, чиме је постала једана од 73 посланика Шин Фејна. Резултати су били објављени 28. децембра 1918. године. Овом победом Констанс Маркјевич је постала прва жена изабрана за посланика у Доњем дому Парламента Уједињеног Краљевства. Међутим, у складу са тадашњом политиком апстиненције Шин Фејна, није заузела своје место у Дому.
Констанс је била у затвору Холовеј (Prison Holloway) када су се њене колеге окупили у Даблину на првој седници Првог представничког дома, Парламента револуционарне Ирске Републике. Када је прозвано њено име, описана јењ као и многи од изабраних, као "у заробљеништву страног непријатеља" (fé ghlas ag Gallaibh). Констанс је реизбрана и за Други представнички дом, на изборима 1921. године.
Констанс Маркјевич је у Влади револуционарне Ирске Републике била министарка рада и на тој функцији је остала од априла 1919. до јануара 1922. године. Тиме је постала прва жена министар у Ирској и истовремено друга жена министар у Европи. Била је једина једина жена министар у Ирској све до 1979. године.

## Грађански рат и Фијана Фол
Констанс је напустила Владу у јануару 1922. године, заједно са Ејмоном де Валером и другима, супротно са Англо-ирском споразуму. У Ирском грађанском рату активно се борила за републиканску ствар. После рата једно време је боравила у Сједињеним Америчким Државама. На општим изборима 1922. године није изабрана, али се већ 1923. враћа у Парламент. Заједно са другим республиканским кандидатима, она поново не заузима своје место у Доњем дому. Њени републикански ставови поново су је одвели у затвор. У затвору она, са још 92 затворенице, штрајкује глађу и бива ослобођена у року од месец дана.
Убрзо Констанс Маркјевич напушта Шин Фејн и придружује се новооснованој партији Фијана Фол, председавајући на оснивачкм састанку 1926. године, у позоришту "Ла Скала". На Општим изборима 1927. године поново је реизабрана у Представнички дом, али је умрла само пет недеља пре него што је могла да заузме своје место. Њене колеге из партије Фиана Фол потписали су заклетву на верности краљу Џорџу V и заузели своја места у парламенту 12. августа 1927. године, мање од месец дана после њене смрти. Ејмон де Валера, лидер партије, описао је ову заклетву као "празну политичку формулу".

## Смрт
Констанс Маркјевич умрла је 15. јула 1927. године, у 59. години, због компликација са запаљењем слепог црева. Сву имовину која јој је преостала је поклонила и умрла у јавном прихватилишту, "међу сиромашнима, где је и желела да буде". Међу лекарима који су је посећивали била је и њена колегиница, револуционарка Кетлин Лин. Поред њене постеље били су и супруг Казимир, пасторак Станислас и други пријатељи. Влада Ирске слободне државе одбила је државну сахрану. Сахрањена је на даблинском гробљу Гласневин. Посмртни говор одржао јој је Ејмон де Валера.
Ирски књижевник Шон О’Кејси рекао је о Констанс Маркјевич: "Једну ствар је имала у изобиљу - физичку храброст; у њу је била обучена као у одело."

## Признања
Године 2018. Ирска влада поклонила је британском Дому комуна портрет Констанс Маркјевич, у знак сећања на Закон о заступању народа из 1918. којим је неким женама било по први пут дозвољено да гласају.
Године 2019. године Градско веће Даблина поставило је спомен-плочу на зграду у којој је живела Констанс Маркјевич.